# Filosoof-koning
Een filosoof-koning is volgens Plato (ca. 427–347 v.Chr.) de heerser die de ideale staat mogelijk moet maken. Dit idee is van invloed geweest op de politiek van onder andere het Romeinse Rijk en het absolutisme.
Hierover liet Plato in Staat (ca. 380 v.Chr.) Socrates (470-399 v.Chr.) zeggen:

Zolang ofwel wijsgeren geen koningen zijn in hun land, ofwel zij, die nu de titel van koningen of machthebbers dragen, geen echte en volwaardige wijsgeren zijn; zolang de politieke macht niet in éénzelfde persoon samenvalt met de filosofie; en zolang aan de menigvuldige naturen die nu een van beide zonder de andere nastreven, niet met geweld de weg wordt versperd - zolang ook, mijn waarde Glauco, komt er geen eind aan de kwalen die de staten, ja, naar ik meen, de gehele mensheid, teisteren.
— Plato

Een mogelijkheid hiertoe deed zich voor toen Plato uitgenodigd werd door Dionysios I (ca. 430–367 v.Chr.), de tiran van Syracuse op Sicilië, op aandringen van diens belangrijkste raadgever, de filosoof Dion (ca. 410–354 v.Chr.). Dion nam uiteindelijk de macht over, maar om die te behouden, zag hij zich genoodzaakt zelf zijn toevlucht te nemen tot tirannieke methoden en werd hij al snel omgebracht.
Ondanks deze mislukking schreef Plato in zijn Zevende brief (ca. 353 v.Chr.):

Zo kwam ik dan uiteindelijk tot het inzicht dat alle huidige steden, van de eerste tot de laatste, slecht bestuurd worden [...] En ik voelde me ook gedwongen [...] te erkennen dat [...] de menselijke geslachten hun kwalen niet zullen zien ophouden voordat ofwel het ras van de rechtgeaarde en ware wijsgeren toegang verkrijgt tot de politieke leidersposten, ofwel het ras der machthebbers dankzij een goddelijke beschikking werkelijk de wijsbegeerte gaat beoefenen.
— Platos